# Kennebec (Dacota do Sul)
Kennebec é uma cidade  localizada no estado norte-americano de Dacota do Sul, no Condado de Lyman.

## Demografia
Segundo o censo norte-americano de 2000, a sua população era de 286 habitantes.
Em 2006, foi estimada uma população de 286, um aumento de 0 (0.0%).

## Geografia
De acordo com o United States Census Bureau tem uma área de
2,2 km², dos quais 2,2 km² cobertos por terra e 0,0 km² cobertos por água.

## Localidades na vizinhança
O diagrama seguinte representa as localidades num raio de 36 km ao redor de Kennebec.